# Retrato de Elizabeth Farren, posterior condesa de Derby
El retrato de Elizabeth Farren, posterior condesa de Derby (en inglés, Elizabeth Farren (born about 1759, died 1829), Later Countess of Derby), es uno de los cuadros más conocidos del pintor británico Thomas Lawrence. Está realizado en óleo sobre lienzo. Mide 238 cm de alto y 147 cm de ancho. Fue pintado antes del año 1791, posiblemente en 1790. Actualmente se encuentra en el Museo Metropolitano de Arte de Nueva York, donde llegó en 1940 por donación de Edward S. Harkness. 
Sin alcanzar la fama de Thomas Gainsborough o de sir Joshua Reynolds, Thomas Lawrence fue un conocido retratista del siglo XVIII inglés a quien se considera sucesor de Reynolds como retratista. Aquí representa a la actriz Elizabeth Farren, que había debutado en Teatro Haymarket en 1777. Siete años después de pintarse el cuadro, en 1797, se casaría con el duodécimo conde de Derby, momento en que dejó su profesión.
Aparece aquí representada como una dama de la alta sociedad, elegantemente vestida con telas nobles y pieles de animales. Lawrence representaba hábilmente la luz sobre este tipo de tejidos. Pese a lo elegante de su atuendo, aparece en el claro verde de un bosque, con su prado y los árboles. Se adopta un punto de vista bajo, de manera que gran parte del fondo está ocupado por el cielo. La expresión de la joven es muy natural, hasta el punto de que un crítico escribió: 

«...es enteramente Elizabeth Farren: despreocupada, maliciosa, jovial, simpática y elegante».